# Alan Branch
Alan Keith Branch (Rio Rancho, 29 dicembre 1984) è un ex giocatore di football americano statunitense che ha militato nel ruolo di defensive tackle nella National Football League (NFL). Fu scelto nel corso del secondo giro (33º assoluto) del Draft NFL 2007 dagli Arizona Cardinals. Al college ha giocato a football con i Michigan Wolverines.

## Carriera

### Arizona Cardinals
Branch fu scelto dagli Arizona Cardinals nel corso del secondo giro del draft 2007 con una scelta precedentemente acquisita dagli Oakland Raiders. Nelle quattro stagioni disputate coi Cardinals, Branch giocò 47 partite, di cui solo tre come titolare, tutte nella sua ultima stagione, in cui stabilì anche il proprio primato stagionale di tackle con 35.

### Seattle Seahawks
Passato ai Seattle Seahawks nel 2011, Branch disputò la prima stagione come titolare fisso della sua carriera, mettendo a segno 34 tackle e un primato personale di 3,0 sack nella stagione 2011.
Nella settimana 4 della stagione 2012 contro i St. Louis Rams Branch mise a segno il suo primo sack stagionale su Sam Bradford. Il 6 gennaio 2013, nel primo turno di playoff, Branch mise a segno un sack nella vittoria sui Washington Redskins. La sua stagione regolare si concluse con 29 tackle e un sack giocando per la prima volta come titolare in tutte le 16 partite.

### Buffalo Bills
Il 2 aprile 2013, Branch firmò coi Buffalo Bills con cui nella sua unica stagione mise a segno 39 tackle disputando tutte le 16 partite, 13 delle quali come titolare.

### New England Patriots
Il 21 ottobre 2014, Branch firmò un contratto annuale con i New England Patriots.
Dopo aver vinto, il 1º febbraio 2015, il suo primo Super Bowl contro i suoi ex Seahawks, il 15 marzo dello stesso anno firmò un nuovo contratto biennale con i Patriots.
Il 5 febbraio 2017 Branch partì come titolare nel Super Bowl LI, vinto contro gli Atlanta Falcons ai tempi supplementari (prima volta nella storia del Super Bowl), con il punteggio di 34-28. L'anno successivo, l'ultimo in carriera, disputò 12 partite nella stagione regolare mentre fu inattivo nei playoff, dove i Patriots fecero ritorno al Super Bowl, perdendo contro i Philadelphia Eagles.

## Palmarès

### Franchigia
- Super Bowl : 2

New England Patriots: XLIX, LI
- American Football Conference Championship: 3

New England Patriots: 2014, 2016, 2017